# Hammam Sousse
Hammam Sousse este un oraș în Guvernoratul Sousse, Tunisia.